# シフトノブ

一般的なH型5速MTのシフトパターン。車検上はこのパターンをノブあるいはシフトレバーの周囲に表示する事が義務付けられている

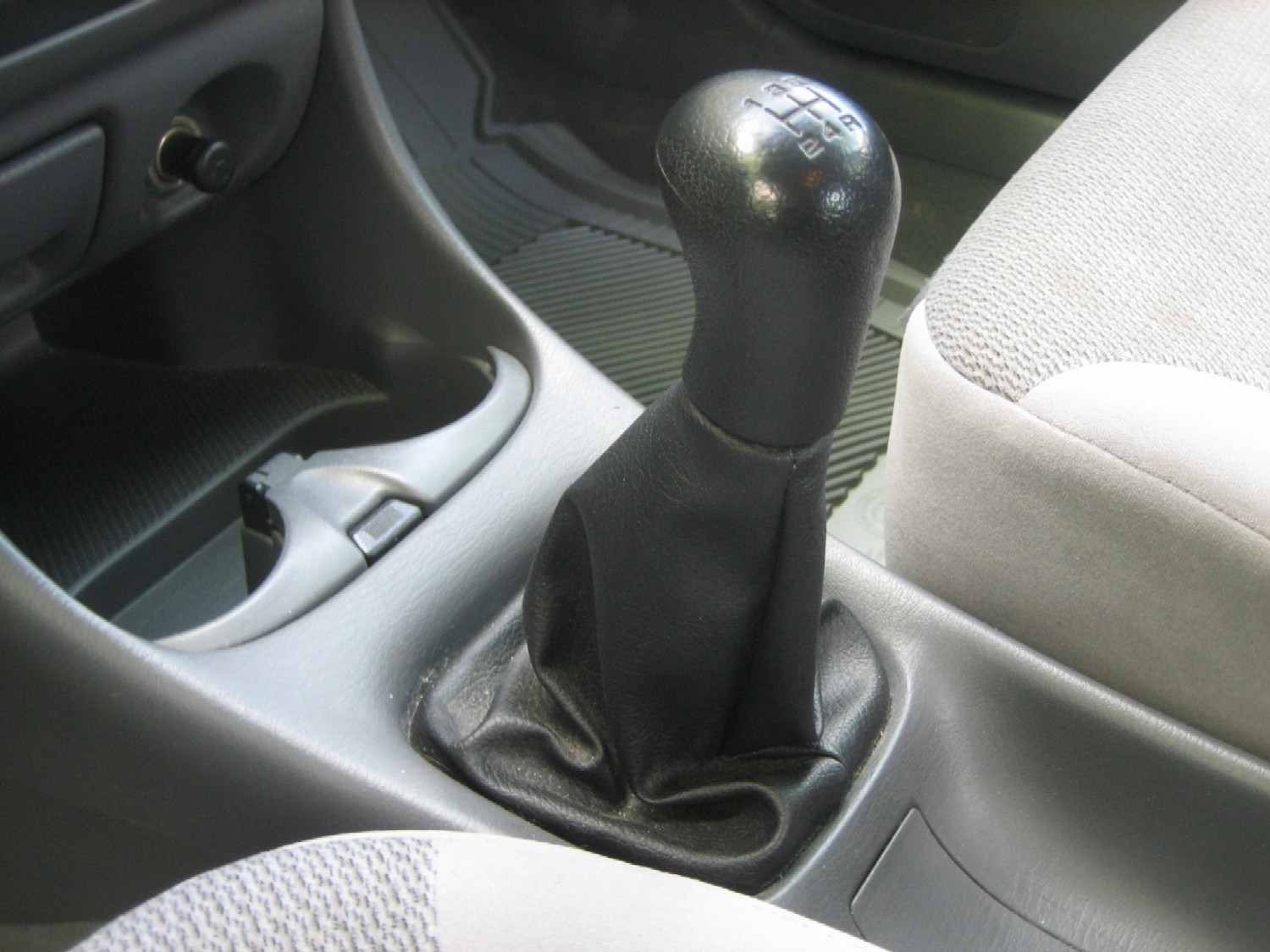
5速マニュアルトランスミッションのシフトノブ。純正ノブに多いガングリップ型である。

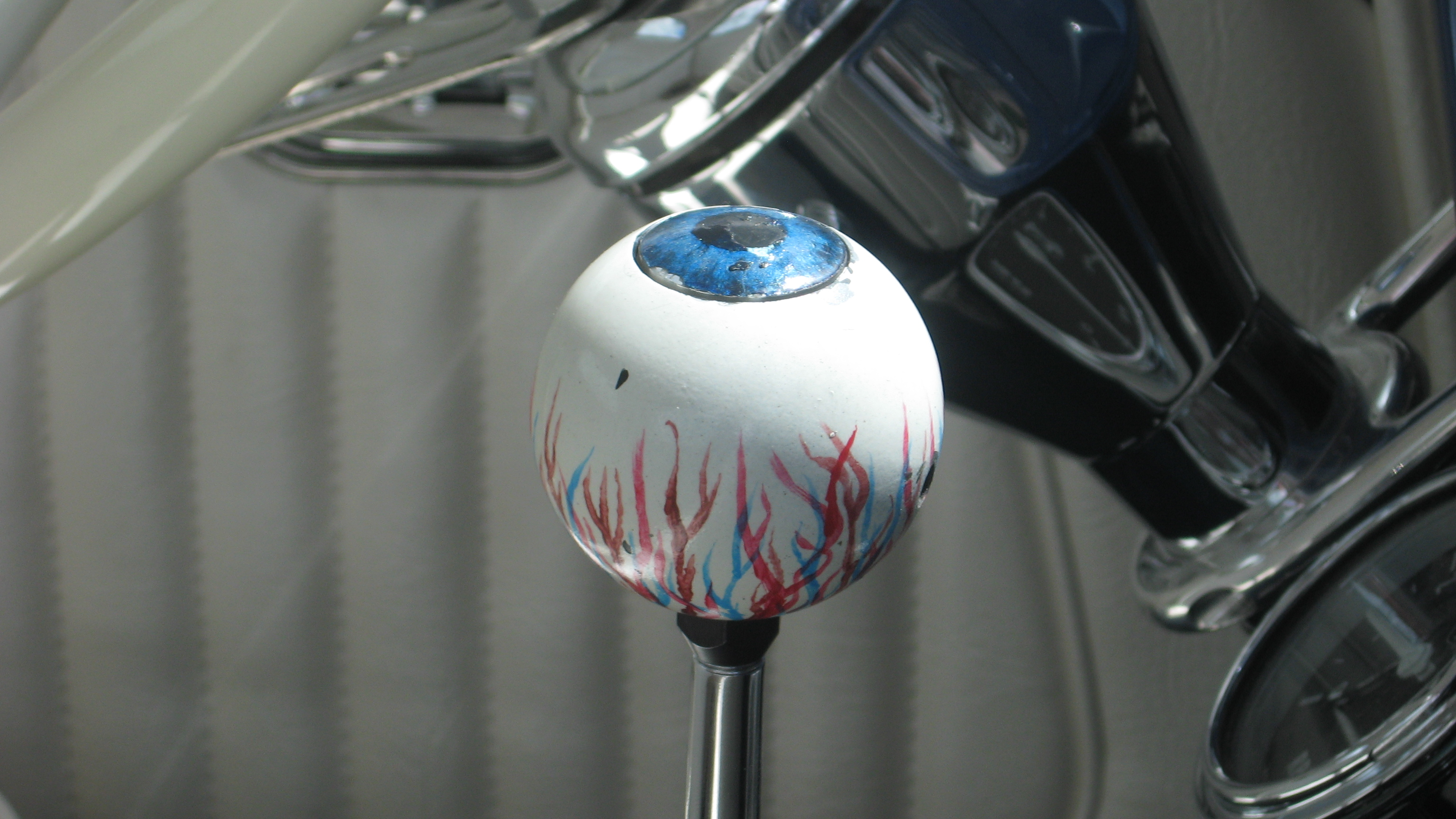
アメリカで1960年代に大流行した「'Big Daddy' Roth 'bloodshot eyeball'」の眼球デザインのシフトノブ

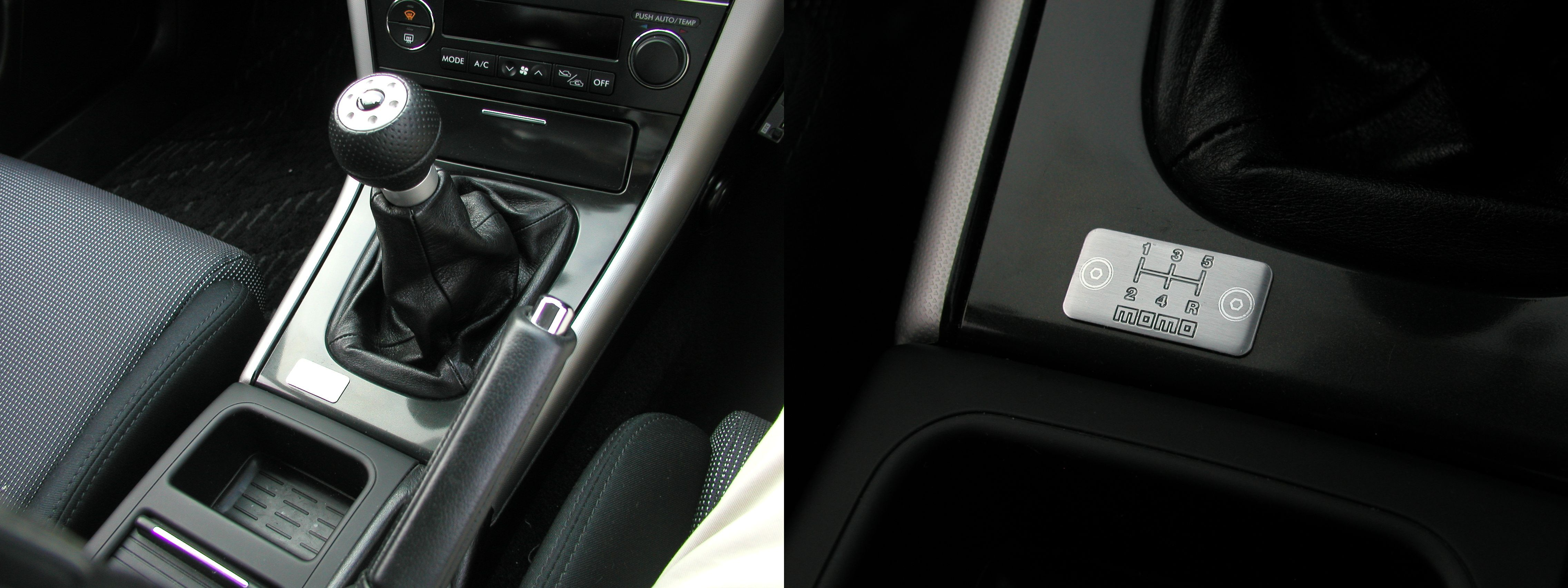
社外品に交換したシフトノブ及び、シフトパターンを示すためのプレート

シフトノブ（shift knob）とは、トランスミッションのシフトレバー先端にある取っ手である。シフトノブの他にギアノブ、ギアシフトノブ、スティックシフトノブと呼ばれることもあり、単にノブと略される場合もある。

## 概要
トランスミッションに接続されたシフトレバーはしばしば無垢の金属棒や金属パイプとして製作されるため、人間が手に触れるインターフェースとしては不適切である。シフトノブの主目的は人間が手に触れる人間工学インターフェースとしての役割を果たすことであり、プラスチック、ウレタン樹脂、木、金属など人間の手触りを考慮した様々な材料で製作され、球型、ガングリップ型、棒型、T字型など様々な形状のものが存在する。車種によっては高級感を演出するために革巻加工を施したり、そのトランスミッションの操作特性に合わせて、シフトノブの内部に鉛などの錘を内蔵してドライバーの操作力の軽減を狙っている物なども存在する。いくつかの旧い車両のシフトノブにはオーバードライブ機構を作動させる為のボタンがMT/AT問わずに取り付けられている場合もある。
一般的にはメーカー純正のノブ形状は保守的な傾向があり、マニュアルトランスミッションの場合はガングリップ型や球形、オートマチックトランスミッションの場合にはT字型のノブを採用することが多い。しかし、社外品の世界においては人間工学上の合理性を追求したものから、髑髏や水中花入り、水玉模様の非常に長いクリスタルノブなど荒唐無稽な形状のものまで無数のデザインのシフトノブが存在する。
モータースポーツ指向の強いメーカーの物は、人間工学上合理的な球型を選択することが多い。また、人の手に常に触れる部品のために夏の暑さや冬の冷たさなどの不快感を軽減するためにジュラコンなどの熱を保ちにくい素材が用いられることもある。球型は人間の手の中でピロボール的作用を果たし手の力を無理なくシフトレバーに伝えるため、よりクイックなシフト操作を望むドライバーには、ショートストロークシフトレバーと併用してこれらのノブを使用する者も多い。
しかし、それとは対照的に大型自動車などでは大型で重いトランスミッションのシフト操作力を低減する目的で、敢えて非常に長いシフトノブを装備して、ダブルクラッチを行いながらテコの原理でゆっくり確実に叩き込む手法を採るドライバーも存在する。
シフトノブ自体はシフトレバーに刻まれた雄ねじにねじ込まれているか、レバーに差し込まれてビス止めされているだけなので、既存のノブの形状に飽き足らない者は自分の手にあったノブを自作する事例などもある。

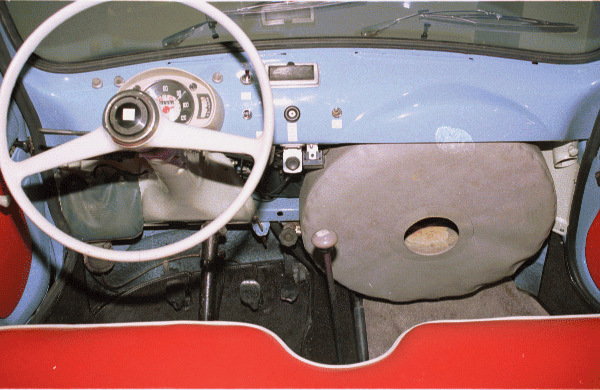

旧車のレストアにおいては、経年劣化でボロボロになったシフトノブを革巻補修して再度使用する事例なども見受けられる。
このように、最終的にはシフトノブの形状や長さ、重さは各々のドライバーの操作手法や見た目の好みに因る部分が大きくなるため、様々な形状を試した上で自分の操作手法に合った最適なものを選択することが望ましい。
なお日本の車検制度上、マニュアルトランスミッションのシフトノブには、ノブ自体あるいはシフトレバー周辺にその車両のシフトパターンを明記することが義務付けられている。純正シフトノブの場合は、シフトノブ本体にシフトパターンが刻印されるが、社外品のシフトノブはデザインや汎用性を重視してシフトパターンを刻印しないことが一般的である。そのため、シフトノブを社外品に交換した場合、当該車両のシフトパターンが明記されたシールやプレートなどを別途用意し、シフトノブ周囲に貼りつける必要がある。5MT車に6MT車用のシフトノブを付けたりまたその逆のパターンなど、ギア数とシフトノブの表示が異なる場合は車検不適合となる。
警笛と同様に、保安基準に適合不適合となるような明確な基準は存在しないため、自作や、手書きのものでも検査官の判断によるが問題はない。